# پسانکو
پسانکو دهستانی در استان آبیلای اسپانیا است.
در این دهستان ۵۶ نفر زندگی می‌کنند. مساحت این دهستان ۱۱٫۱۵ کیلومتر مربع است.